# Apostolicam actuositatem
Apostolicam actuositatem je dekret o laickém apoštolátu vydaný Druhým vatikánským koncilem. Byl schválen poměrem hlasů 2 340 proti dvěma hlasům biskupů shromážděnými na koncilu a promulgován papežem Pavlem VI. 18. listopadu 1965. Název v latině znamená „apoštolská činnost“, a je uveden v úvodu (incipitu) dekretu, jak je u důležitých dokumentů katolické církve zvykem. 
Dekret uvádí, že „tento apoštolát [...] nespočívá pouze ve vydávání svědectví o životě; pravý apoštol hledá příležitosti, jak hlásat Krista slovem, a to buď nevěřícím, aby jim pomohl na cestě k víře, nebo věřícím, aby je poučil, posílil a povzbudil k horlivějšímu životu“. 
„Takový je Boží plán se světem: aby lidstvo společným úsilím budovalo řád časných věcí a činilo jej stále dokonalejším.“ 

## Historie textu

### Předkoncilní kontext
Místo laiků v církvi je důležitým tématem již od počátku dvacátého století. Po devatenáctém století, které bylo poznamenáno protikladem mezi církví a státem, se postavení kněze ve farnostech, zejména v evropských zemích, stalo velmi důležitým. V té době však již probíhaly procesy, kdy počty povolaných ke kněžství klesaly, postavení kněze bylo zpochybňováno v kontextu socializace a sekularizace společnosti a laici začali projevovat stále větší schopnost křesťanské angažovanosti ve světě. Všechny tyto problémy postupně podnítily katolickou církev, aby se zabývala místem laiků. Tváří v tvář těmto novým výzvám začali biskupové a kněží po celém světě promýšlet modely angažovanosti laiků.
Laici byli zároveň obzvláště inovativní ve své schopnosti přizpůsobit se dnešnímu světu. Po patronátních organizacích devatenáctého století, které často zakládali kněží, se na počátku dvacátého století objevilo množství nových iniciativ vedených laiky: Scouts de France (1920), Jeunesse ouvrière chrétienne (1925) Jeunesse ouvrière chrétienne a Jeunesse agricole catholique (1929), Action Catholique atd. Neobešlo se to bez stále silnějšího odporu ze strany hierarchie. 
V 50. letech však tyto iniciativy ztrácely na významu. Bylo třeba vypracovat statut pro laiky, který by jejich angažovanosti vdechl nový život. Sekularizace světa znamená potřebu větší angažovanosti laiků, kteří jsou ve styku se světem.

### Od plánu k dekretu
Jan XXIII. chtěl, aby byly již v době příprav na koncil vypracovány osnovy o apoštolátu laiků. Protože neexistovalo žádné odpovídající dikasterium, musel zřídit komisi, která na textu pracovala. Text, který byl připraven pro 1. zasedání, byl velmi dlouhý, ale nebyl prostudován. Jako všechna schémata byl mezi 1. a 2. zasedáním značně zkrácen a jedna z jeho kapitol byla ponechána schématu o církvi v současném světě, které se mělo stát Gaudium et spes. Krátce se o něm diskutovalo na 2. zasedání, na 3. zasedání bylo projednáno a poté představeno na 4. zasedání. Text byl nakonec odhlasován 10. listopadu 1965, kdy se pro něj vyslovilo 2340 hlasujících a 2 byli proti.
Jediné debaty, které schéma vyvolalo, se týkaly otázky mandátů. Biskupové totiž již před koncilem začali udělovat úřady laikům formou mandátů. Dekret byl proto důležitý ve snaze definovat mandáty a Katolickou akci.

### Ohlas tématu v dalších textech II. vatikánského koncilu
I když byl dekret přijat bez obtíží a zdá se, že nebyl předmětem diskuse, je pozoruhodné, že otázka laiků je zahrnuta do hlavních konstitucí. 
Lumen gentium věnuje tomuto tématu celou jednu kapitolu, IV. kapitolu (30–38) o laicích. Jedná se o dogmatický text, který situuje apoštolát laiků do mystického těla Kristova. Témata nastolená v dekretu jsou shrnuta v této kapitole. „Budiž jim tedy v každém směru umožněno také mít aktivní účast na spasitelném díle církve podle vlastních sil a podle potřeb doby.“ (LG 33)
Apostolicam Actuositatem je jakýmsi prováděcím dekretem vydaným na základě konstituce Lumen gentium, který vyjadřuje místo laiků v církvi. Dekret jako takový tuto roli mnohem konkrétněji vymezuje a definuje všechny aspekty tohoto apoštolátu. 
Problém laiků se však neomezuje pouze na tuto skutečnost. Jedna z kapitol osnovy byla vložena do Gaudium et spes. Konstituce přebírá některé směrnice určené laikům a vztahuje je na celou církev. Tak je tomu zejména ve IV. kapitole první části o úloze církve v dnešním světě: o pomoci, kterou se církev prostřednictvím křesťanů snaží přinést lidské činnosti. Podobně ve druhé části kapitoly I. o rodině a IV. o životě politického společenství pomáhají povzbudit laiky k integrovanějšímu životu ve světě. 

## Analýza textu

### Obsah
Uvedená čísla odpovídají číslům oddílů v textu.
1. Předmluva (1)
2. Povolání laiků k apoštolátu (2–4)
3. Cíle, kterých je třeba dosáhnout (5–8)
4. Různé oblasti apoštolátu (9–14)
5. Různé způsoby apoštolátu (15–22)
6. Ustanovení, která je třeba dodržovat (23–27)
7. Formace pro apoštolát (28–32)
8. Exhortace (33)

### Plynutí textu
Dekret začíná položením základů laického apoštolátu. Návratem k počátkům církve otcové ukazují, že apoštolát laiků není současnou záležitostí, ale jedním ze základů církve. Apoštolát není volbou: „Duch svatý uděluje talenty a všichni jsou povoláni, aby je dali do služeb církve“. V důsledku toho jsou laici ve druhé kapitole vyzváni, aby se více podíleli na evangelizaci a obnově časného řádu. Tyto dva aspekty apoštolátu jsou pro poslání laiků klíčové. Zvláštní pozornost je věnována charitativní činnosti v duchu otevřenosti všem lidem dobré vůle. „Laici si proto musí hluboce vážit charitativních děl a podle svých sil jim pomáhat“. 
Za druhé se dekret zabývá různými formami apoštolátu podle dvou kritérií: oblasti, kapitola III., a způsoby, kapitola IV. Tato kritéria dávají možnost ve dvou kapitolách a podle dvou různých přístupů podat přehled o apoštolátu laiků. Oblasti ukazují pozornost věnovanou všem typům obyvatelstva: všichni křesťané mají svou roli ve světě a v církvi. Je pozoruhodné, že před výzvou k rodinám, mladým lidem, sociálním kruhům a „národním a mezinárodním sektorům“ trvají otcové především na farní oblasti. „Ať si laici vypěstují návyk pracovat ve farnosti v úzkém spojení se svými kněžími“. Tato otázka vztahu mezi pastýři a laiky slouží také jako závěr IV. kapitoly, čl. 22: „Pastýři budou tyto laiky přijímat s radostí a vděčností“. Text pak hovoří o kolektivním způsobu apoštolátu. Nicméně mezi těmito dvěma kapitolami můžeme vidět skutečné propojení tohoto vztahu mezi laiky a duchovními, kteří jsou povoláni ke spolupráci, aby apoštolát laiků stále více sloužil světu a byl ve spojení s církví. Jsou zde definovány způsoby, individuální nebo kolektivní, se zvláštním zaměřením na Katolickou akci. Ta je širší než stejnojmenné hnutí: kvalifikuje všechna křesťanská sdružení podle čtyř kritérií: 
- Evangelizace a posvěcování člověka
- Spolupráce s místní církví
- Plodnost díky činnosti organizovaného těla
- Pověření hierarchií

Za třetí dekret prohlubuje reflexi tím, že v V. kapitole navrhuje konkrétní opatření k provádění laického apoštolátu, přičemž v VI. kapitole klade zvláštní důraz na formaci. Tyto články obsahují důraznou výzvu k udržování vztahů mezi hierarchií a laiky. Jednalo se o reakci na dobové kontroverze. Koncil chtěl smířit laiky s hierarchií, aby lépe sloužili apoštolátu. Text však přesahuje tuto otázku a jde ve spolupráci mnohem dál, rozšiřuje ji na diecéze, země, svět, a dokonce i na jiná křesťanská vyznání a jiná náboženství: „Touto dynamickou a uvážlivou spoluprací [...] vydávají laici svědectví Kristu Spasiteli světa a jednotě lidské rodiny.“ V textu se také píše, že laikové mají spolupracovat s diecézemi, zeměmi, světem a dokonce i s jinými křesťanskými konfesemi a jinými náboženstvími. V témže hnutí prohlubování otázky laiků dekret upřesňuje potřeby a zásady laické formace. Větší zodpovědnost laiků za poslání církve znamená, že musí být schopni lépe pochopit, co je v sázce při jejich jednání. V rámci tohoto rozšiřujícího procesu otcové vybízejí k „vytváření dokumentačních a studijních center nejen pro teologii, ale i pro humanitní vědy“.

### Novinky v textu
Koncil trvá na svědectví slovem. „Pravý apoštol hledá příležitosti, jak hlásat Krista skrze jeho slovo“ AA 6. V otázce laiků je třeba povzbuzovat křesťany, aby vydávali svědectví o své víře a hlásali Krista svým životem. V celém textu se tato výzva opakuje, aby křesťané mohli být „kvasem“ ve světě. Pokaždé, když je to zmíněno, však dekret znovu zdůrazňuje potřebu hlásat Slovo, kdykoli se k tomu naskytne příležitost. Toto naléhání je ozvěnou současného zájmu. Dále dekret opakuje, že „mnozí lidé mohou přijmout evangelium a poznat Krista pouze prostřednictvím laiků, s nimiž přicházejí do styku“, z čehož vyplývá potřeba, aby tito laici mluvili o Kristu svým životem, svými činy a také svými slovy. 
Text připomíná druhy apoštolátu: evangelizaci, obnovu časného řádu a charitativní činnost. Zatímco první a poslední jsou tradičními posláními církve, starost o časný řád je specifická pro laické poslání. Ačkoli jsou všichni povoláni k evangelizaci a pomoci lidem, je na laicích, aby se snažili být více přítomni ve světě, aby jej proměňovali zevnitř. Právě díky tomuto ponoření laiků bude církev schopna nasměrovat společnost ke Kristu. „Časný řád má být obnoven tak, aby při respektování svých vlastních zákonů a v souladu s nimi více odpovídal vyšším principům křesťanského života“. Proto je důležité, aby laici byli „poučeni o pravém významu a hodnotě světských statků“. 
V návaznosti na tuto adaptaci laiků ve světě vyzývá koncil křesťany, aby se přizpůsobili všem. Laici jsou žádáni, aby byli plně k dispozici a oslovovali ty, kteří jsou od víry nejvzdálenější. To nás přivádí zpět k otázkám nastoleným v Glaudium et spes, aby nikdo nebyl vyloučen ze spásy, kterou nabízí Kristus. 

## Pokoncilní vývoj
Následně se stal 26. článek Apostolicam actuositatem základem Papežské rady pro laiky. Papežská rada byla zřízena v lednu 1967 motu proprio Catholicam Christi Ecclesiam papeže Pavla VI. V prosinci 1976 byla rada zařazena jako stálá součást Římské kurie. V září 2016 byly její funkce přesunuty pod nové Dikasterium pro laiky, rodinu a život. 
Text dekretu Apostolicam actuositatem sice neměl takový dopad jako čtyři velké koncilní konstituce, ale přesto připravil půdu pro budoucnost.
Jedním z důsledků byl vznik charismatických společenství obnovy. Tím, že dekret otevřel laikům možnost zakládat sdružení, vedl ke vzniku hnutí, jako je komunita Emmanuel a komunita Chemin Neuf. Vznikla v sedmdesátých letech 20. století a ve 21. století době se do nich ve Francii zapojilo tři sta až tři sta padesát tisíc křesťanů. 
Článek 12 o mladých lidech nesouvisí s organizací Světového dne mládeže. Dekret totiž věnuje této skupině lidí zvláštní pozornost: „Ať si mladí lidé uvědomí, že tato výzva je jim adresována zcela zvláštním způsobem, a ať ji přijmou s radostí a s velkým srdcem.“ 
Výzva k většímu zapojení laiků do života farnosti je nyní realitou. Farní a diecézní rady byly posíleny přítomností laiků. Ti jsou také velmi aktivní při správě hnutí a koordinaci na různých úrovních. Příklad skautů je velmi výmluvný díky jejich vysoce strukturované organizaci, která umožňuje organizovat národní a mezinárodní setkání. Hlavními aktéry jsou laici. 
Papež František ve své apoštolské exhortaci Evangelii gaudium vyzval farnosti, aby vytvářely pastorační projekty a křesťané se tak znovu stávali misionáři ve světě. Adresoval ji celé církvi, laikům i kněžím, a opakuje tak spolupráci, ke které vybízí již dekret. Povzbuzuje také laiky, aby plnili svou úlohu ve službě evangelizace, správy časných věcí a charity.